# Maximiliano Alejandro Soto Mayorga
Maximiliano Alejandro Soto Mayorga (* 1991 in Santiago de Chile) ist ein chilenischer Komponist Neuer Musik. 

## Leben
Soto Mayorga studierte Komposition bei Rafael Díaz Silva und Jorge Martínez Ulloa an der Universidad de Chile und setzte sein Studium in Deutschland fort bei Johannes Schöllhorn an der Hochschule für Musik Freiburg. Er ist der erste spanischsprachige Komponist, der den Busoni-Preis der Berliner Akademie der Künste erhält.

## Auszeichnungen (Auswahl)
- 2020 TONALi-Kompositionspreis für "...figuras en la escarcha"[2]
- 2021 Ad-Libitum Kompositionspreis der Winfried Böhler Kulturstiftung (zusammen mit trioNONtrio)[3]
- 2022 NEUSTART KULTUR Stipendium[4]
- 2023 Ibermúsicas iberoamerikanischer Kompositionspreis für "Mordedura de Óxido"[5]
- 2024 Kompositionsaufenthalt Stiftung Künstlerdorf Schöppingen[6]
- 2024 Busoni-Kompositionspreis der Akademie der Künste Berlin[7]
- 2025 Open Call Münchener Biennale (zusammen mit Amauta García und David Camargo)[8]